# 恋剣乙女
『恋剣乙女』（こいけんおとめ）は、2012年12月21日にeufonieより発売されたアダルトゲーム。
eufonieの第3作であり、前2作『カラフル アクアリウム』『ひだまりバスケット』とは原画・シナリオ担当者が異なる。キャッチコピーは「乙女の剣は―― 恋する力で目を覚ます」。タイトルは『恋剣☆乙女』とも書かれる。当初は2012年11月30日に発売予定だったが、10月22日に公式サイトにて発売延期が通知された。2014年4月25日にファンデスクの『恋剣乙女～再燃～』が発売された｡

## ストーリー
『恋剣乙女』の舞台となるのは「導力」と呼ばれる超能力と科学により発展した世界である。この世界では西暦992年に「コトナ」と呼ばれる未知の生命体が出現したことにより人類は壊滅の危機を迎えたが、西暦1010年に導力を操る人間「導力使い」が誕生したため、コトナは駆逐された。
その後長い年月が経過し、物語の背景となる新紀685年には巨大学園都市「長見市」に導力使いを育成する「樫ノ森学園」が存在している。樫ノ森学園の他に「聖デイビッド学園」というライバル校も存在し、両校の間では学園対抗戦が実施される。

## 登場人物

### 主人公
大場 誠一（おおば せいいち）
本作品の主人公。樫ノ森学園1年生Sクラス所属。

### ヒロイン
安国 茜（やすくに あかね）
声：あかね恋
誕生日 - 月日 / 血液型 - 型
身長 - 165cm / 体重 - 50kg / B87()/W56/H83
本作品のメインヒロイン。樫ノ森学園1年生Sクラス所属で誠一のクラスメイト。正義感が強く、曲がったことが嫌い。導力武器は火焔系の大剣「ホムラコトナオサメ」。
神代 透子（かみしろ とうこ）　
声：井ノ上花
誕生日 - 月日 / 血液型 - 型
身長 - 162cm / 体重 - 49kg / B79()/W59/H82
樫ノ森学園1年生Sクラス所属で誠一のクラスメイト。おとなしい性格でミステリアスな雰囲気を持つ黒髪美女。当初は研究職を志願していたが、生まれもっての高い能力からSクラスに配属される。導力武器は氷結系の日本刀「蒼氷」。
染谷 柚（そめや ゆず）　
声：白雪碧
誕生日 - 月日 / 血液型 - 型
身長 - 155cm / 体重 - 42kg / B85()/W55/H83
誠一の幼馴染。樫ノ森学園1年生Cクラス（研究クラス）所属。優しく世話好きな性格で家事全般を得意とする。
イヴ・エレイン・オースティン (Yves Elaine Austin)　
声：森谷実園
誕生日 - 月日 / 血液型 - 型
身長 - 149cm / 体重 - 37kg / B71()/W51/H72
樫ノ森学園と対抗する聖デイビッド学園の1年生女子生徒。茜とは幼馴染でライバル同士。我侭でプライドが高い。導力武器は生命系のレイピア「ラピアルースヤ」。Yvesというのはフランス系の名であり、通常は男性に付けられる。

### サブキャラクター
市倉 仁（いちくら じん）　
声：ワンモアチャンス
誕生日 - 月日 / 血液型 - 型
身長 - 173cm / 体重 - 62kg
樫ノ森学園1年生Sクラスの男子生徒。生命系の導力者。体が弱く、よく貧血になる。妹が大好き。
市倉 千春（いちくら ちはる）　
誕生日 - 月日 / 血液型 - 型
身長 - 152cm / 体重 - 39kg / B83()/W56/H81
声：遥そら
樫ノ森学園1年生Sクラスの女子生徒。仁の双子の妹。生命系の導力者。かわいい女の子が好き。
柴崎 薫（しばざき かおる）　
声：丸井ことの
誕生日 - 月日 / 血液型 - 型
身長 - 155cm / 体重 - 42kg
樫ノ森学園1年生Sクラスの男子生徒。物質移動系の導力者。華奢で女の子のような風貌をしている。
藤島 直（ふじしま なお）　
声：直島ふじ
誕生日 - 月日 / 血液型 - 型
身長 - 179cm / 体重 - 57kg / B89()/W62/H88
樫ノ森学園1年生Sクラスの担任教師。剛力系の導力者。学園で有名な鬼教師で生徒たちから恐れられている。
石橋 美佐（いしばし みさ）　
声：みる
誕生日 - 月日 / 血液型 - 型
身長 - 145cm / 体重 - 36kg / B71()/W51/H72
樫ノ森学園1年生Cクラスの補助担任にして保健医。回復系の導力者。
太田 寛雄（おおた ひろお）　
声：広野大地
誕生日 - 月日 / 血液型 - 型
身長 - 175cm / 体重 - 60kg
樫ノ森学園1年生Sクラスの男子生徒。導力武器は念動系の両手剣「ヴァイスフリューゲル」。
千代田 麻里（ちよだ まり）　
声：雪都さお梨
誕生日 - 月日 / 血液型 - 型
身長 - 137cm / 体重 - 33kg / B()/W/H
樫ノ森学園1年生Sクラスの女子生徒。導力武器は電撃系のソードブレイカー「ライトブレイク」。
湊 志保（みなと しほ）　
声：野波ひなき
誕生日 - 月日 / 血液型 - 型
身長 - 152cm / 体重 - 38kg / B78()/W55/H78
樫ノ森学園1年生Sクラスの女子生徒。導力武器は水流系の日本刀「黒姫一文字」。
四条 力也（しじょう りきや）　
声：梶川翔平
誕生日 - 月日 / 血液型 - 型
身長 - 181cm / 体重 - 75kg
聖デイビッド学園の1年生男子生徒。導力武器は火焔系の双剣「火焔双龍」。
藤森 香澄（ふじもり かすみ）　
声：柊ユキ
誕生日 - 月日 / 血液型 - 型
身長 - 160cm / 体重 - 47kg / B86()/W54/H88
聖デイビッド学園の1年生女子生徒。導力武器は剛力系の大剣「愛羅武勇」。
伏見 つばさ（ふしみ つばさ）　
声：藤森ゆき奈
誕生日 - 月日 / 血液型 - 型
身長 - 145cm / 体重 - 37kg / B72()/W51/H71
聖デイビッド学園の1年生女子生徒。導力武器は移動系の両刃剣「武鎖死魔苦離」。
佐田 明（さだ あきら）　
声：瀬路啓維
誕生日 - 月日 / 血液型 - 型
身長 - 170cm / 体重 - 50kg
聖デイビッド学園の1年生男子生徒。導力武器は風系の蛇腹剣「俺流滅殺輪舞刃」。
小林 麗（こばやし れい）　
声：青葉りんご
誕生日 - 月日 / 血液型 - 型
身長 - 157cm / 体重 - 42kg / B80()/W54/H79
聖デイビッド学園の1年生女子生徒。導力武器は電撃系の突剣「雷射両突」。

## スタッフ
- 原画：立羽
- シナリオ：長谷川藍
- 音楽：Elements Garden（藤田淳平・菊田大介・喜多智弘）
- ムービー：藤村沙紀

## 主題歌
恋剣乙女
オープニングテーマ「sword of virgin」
歌 - fripSide（南條愛乃）、作詞 - Lira、作・編曲 - 川﨑海
エンディングテーマ「Happy Go Round」
歌 - fripSide feat.Lira、作詞 - Lira、作・編曲 - 川﨑海
sound produced by 八木沼悟志
恋剣乙女〜再燃〜
オープニングテーマ「Blaze of Reunion」
歌 - fripSide 作詞 - m@o 作・編曲 - 川﨑海
エンディングテーマ「アイリス～二人の絆～」
歌 - MALiA 作詞 - 琉姫アルナ 作 - 琉姫アルナ 編曲 - ALVINE
エンディングテーマ/コトナ編ルート「RememberU」
歌 - MiU 作詞 - 琉姫アルナ 作 - 琉姫アルナ 編曲 - ALVINE

## 関連CD
- 初回特典：恋剣乙女 サウンドトラック

| Track02～31 Guitar：加納望 / Cello：原口梓 |                                  |           |          |      |
| #                                          | タイトル                         | 作詞      | 作曲     | 時間 |
| 1.                                         | 「sword of virgin (short ver.)」 |           | 川﨑海   | 1:52 |
| 2.                                         | 「乙女の心はいつも熱く!」        |           | 藤田淳平 | 2:08 |
| 3.                                         | 「氷越しに映る笑顔」             |           | 藤田淳平 | 2:07 |
| 4.                                         | 「はっぴー☆さんしゃいん」        |           | 菊田大介 | 2:19 |
| 5.                                         | 「エレガントの裏側に」           |           | 喜多智弘 | 2:03 |
| 6.                                         | 「昼下がりのひと時」             |           | 藤田淳平 | 2:14 |
| 7.                                         | 「樫ノ森学園」                   |           | 藤田淳平 | 1:51 |
| 8.                                         | 「訓練開始!」                    |           | 菊田大介 | 1:41 |
| 9.                                         | 「いつもの仲間と」               |           | 菊田大介 | 2:06 |
| 10.                                        | 「夕焼け色の想い出」             |           | 菊田大介 | 1:51 |
| 11.                                        | 「乙女の小休止」                 |           | 菊田大介 | 1:52 |
| 12.                                        | 「信じ合う想い」                 |           | 喜多智弘 | 2:17 |
| 13.                                        | 「大切だから」                   |           | 喜多智弘 | 2:08 |
| 14.                                        | 「明日はきっと」                 |           | 藤田淳平 | 2:04 |
| 15.                                        | 「始まりの合図」                 |           | 菊田大介 | 1:54 |
| 16.                                        | 「言い訳するんじゃない!」        |           | 菊田大介 | 1:51 |
| 17.                                        | 「後ろを振り向くな!」            |           | 藤田淳平 | 2:08 |
| 18.                                        | 「見えない壁」                   |           | 藤田淳平 | 2:06 |
| 19.                                        | 「信じる気持ち」                 |           | 藤田淳平 | 1:49 |
| 20.                                        | 「遠ざかる絆」                   |           | 藤田淳平 | 1:49 |
| 21.                                        | 「乙女のプライド」               |           | 菊田大介 | 1:56 |
| 22.                                        | 「学園対抗戦、開幕!」            |           | 菊田大介 | 1:56 |
| 23.                                        | 「決着の時!」                    |           | 藤田淳平 | 2:04 |
| 24.                                        | 「信じる心はすべてを変える!」    |           | 藤田淳平 | 2:09 |
| 25.                                        | 「恋する乙女の温かさ」           |           | 藤田淳平 | 2:01 |
| 26.                                        | 「繋がりあう心」                 |           | 菊田大介 | 2:19 |
| 27.                                        | 「いつまでも一緒に」             |           | 菊田大介 | 1:57 |
| 28.                                        | 「ひかりふる未来へ」             |           | 菊田大介 | 2:19 |
| 29.                                        | 「アイキャッチ1」                |           | 菊田大介 | 0:10 |
| 30.                                        | 「アイキャッチ2」                |           | 喜多智弘 | 0:10 |
| 31.                                        | 「アイキャッチ3」                |           | 藤田淳平 | 0:13 |
| 32.                                        | 「Happy Go Round (short ver.)」  |           | 川﨑海   | 2:07 |
| 合計時間:                                  | 合計時間:                        | 合計時間: | 59:31    |      |

- 予約キャンペーン特典：恋剣乙女 Vocal collection
- 店舗予約特典：シチュエーションCD[3]
  - ソフマップ：染谷柚「お風呂でナイショの鑑賞会」
  - げっちゅ屋：イヴ・エレイン・オースティン「ノーマル？ アブノーマル？」
  - メディオ!：神代透子「ツンな透子がデレるまで」
  - メロンブックス：安国茜「嬉し恥ずかし、プレ・ウエディング？」

## 参考資料
- 恋剣乙女 初回限定版 - Getchu.com